# Parameta
Parameta là một chi nhện trong họ Tetragnathidae.